# Prairies humides et forêts alluviales du Val de Saône
Prairies humides et forêts alluviales du Val de Saône este o arie protejată (sit de importanță comunitară — SCI) din Franța întinsă pe o suprafață de 3.665 ha, integral pe uscat.

## Localizare
Centrul sitului Prairies humides et forêts alluviales du Val de Saône este situat la coordonatele 46°28′51″N 4°55′57″E / 46.4809°N 4.9326°E.

## Înființare
Situl Prairies humides et forêts alluviales du Val de Saône a fost declarat arie specială de conservare în baza directivei 92/43 din 1992 referitoare la conservarea habitatelor naturale și a faunei și florei sălbatice pentru a proteja 3 specii de animale.

## Biodiversitate
Situată în ecoregiunea continentală, aria protejată conține 4 habitate naturale: Fânețe de joasă altitudine (Alopecurus pratensis, Sanguisorba officinalis), Păduri mixte riverane de Quercus robur, Ulmus laevis și Ulmus minor, Fraxinus excelsior sau Fraxinus angustifolia, de-a lungul marilor râuri (Ulmenion minoris), Păduri aluvionare cu Alnus glutinosa și Fraxinus excelsior (Alno-Padion, Alnion incanae, Salicion albae), Pajiști aluvionare inundabile, de Cnidion dubii.
La baza desemnării sitului se află mai multe specii protejate:
- amfibieni (1): triton cu creastă (Triturus cristatus)
- mamifere (1): liliac cârn (Barbastella barbastellus)
- nevertebrate (1): fluturele purpuriu (Lycaena dispar)

Pe lângă speciile protejate, pe teritoriul sitului au mai fost identificate 6 specii de plante, 1 specie de păsări.